# Zsolt Karácsonyi
Dans le nom hongrois Karácsonyi Zsolt, le nom de famille précède le prénom, mais cet article utilise l’ordre habituel en français Zsolt Karácsonyi, où le prénom précède le nom.
Zsolt Karácsonyi ([ʒolt], [ˈkɒɾaːtʃoɲi]), né le 27 avril 1977 à Arad, est un poète, traducteur, critique littéraire et dramatique roumain d'expression hongroise, rédacteur en chef de la revue littéraire en langue hongroise Helikon de  Cluj-Napoca.

## Biographie
Entre 1996 et 1997, il est étudiant à l'Institut de journalisme Endre Ady d'Oradea. Entre 1995 et 1999, il est le rédacteur de la rubrique culturelle des journaux Nyugati Jelen d'Arad et Krónika de Cluj-Napoca. Il obtient une maîtrise en 2003 à la faculté des lettres de l'université Babeș-Bolyai, en section théatrologie hongroise. Depuis 2007, il est le rédacteur en chef adjoint de la revue littéraire en langue hongroise Helikon de Cluj et collaborateur des éditions Kriterion. Depuis 2009, il est membre de la direction de l'Union des écrivains de Roumanie, filiale de Cluj. En 2010, il soutient sa thèse de doctorat en littérature comparée à l'université de Szeged. Depuis 2012, il est maître-assistant à la faculté de théâtre et de télévision de l'université Babeș-Bolyai de Cluj. En 2013, il devient rédacteur en chef de la revue Helikon de Cluj.

## Ouvrages
- Téli hadjárat. Poésies. Erdélyi Híradó, Cluj-Napoca, 2001.
- Sárgapart. Poésies. Erdélyi Híradó – Fiatal Írók Szövetsége – Irodalmi Jelen Könyvek, Arad – Budapest – Cluj-Napoca, 2003.
- A nagy Kilometrik. Poésies. Magvető, Budapest, 2006.
- Igazi nyár. Poésies.  Erdélyi Híradó Kiadó - Ráció Kiadó - Irodalmi Jelen Könyvek, Cluj-Napoca - Budapest - Arad, 2010.
- Ússz, Faust, ússz! Poésies. Pallas-Akadémia Könyvkiadó, Miercurea-Ciuc/ Csíkszereda, 2010.
- A tér játékai. A virtuális tér és a történelmi idő viszonyának módosulásai Páskándi Géza és Marin Sorescu drámáiban. Étude littéraire. Korunk - Komp-Press Kiadó, Cluj-Napoca, 2010.

## Traductions
- Filip Florian, Kisujjak. Roman. Magvető, Budapest, 2008.
- Mihai Măniuțiu, A sintér emlékiratai. Scardanelli. AB-ART, Bratislava, 2008.
- Filip Florian, A király napjai. Roman. Magvető, Budapest, 2009.
- Emil Cioran, Könnyek és szentek. (Larmes et Saints). Qadmon, Budapest, 2010.

## Prix
- Le Prix de la revue littéraire Látó, Târgu Mureș/Marosvásárhely, 1999.
- Le Prix de début de l'Union des Écrivains de Roumanie, poésie, 2001.
- Le Prix littéraire Communitas, 2004.
- Le prix Székely János, 2005.
- Le prix Benedek Elek, 2006.
- Le Prix de l'Union des Écrivains de Roumanie, traduction, 2009.

## Recensions, articles critiques, études littéraires
(novembre 2018).
- Fried István: "...rálóg a nyelv a tájra". Karácsonyi Zsolt: Téli hadjárat. Új Forrás, 2002/2. (hu)
- Demeter Zsuzsa: "Arról, hogy milyen nehéz", Korunk, 2002. szeptember.
- Tamás Etelka: Hadjárat a térben. LK.K.T., 2002/Tél.
- Gyulai Levente: Irodalmi puzzle. Helikon, 2002/22.
- Petres László: Sir I. Kara birodalmat alapít. (Karácsonyi Zsolt: Téli hadjárat. Erdélyi Híradó, Elõretolt Helyõrség Könyvek, Cluj-Napoca, 2001.) Látó, 2004. július.
- Demeter Zsuzsa : Aki nem éppen egy Catullus, de fáradtabb Ovidiusnál. Irodalmi Jelen, Arad, 2003. szeptember.
- Fried István: Szép szavak Erdélyből 2002-ben, 2003-ban. Tiszatáj, Szeged, 2004./1.
- Papp Sándor Zsigmond: Leveszi a lábát a gázpedálról. Olvasónapló. [Karácsonyi Zsolt: Sárgapart]. A Hét, 2004/20.
- László Noémi: Karácsonyi Zsolt lábnyomai a Sárga parton. Helikon, 2004., június 25.
- François Bréda: Kara khán az Aranyparton. In: François Bréda: Golania Magna secunda. Mitokritikák a neo-goliárd irodalomról. Irodalmi Jelen könyvek. Arad, 2007.
- Cs. Gyimesi Éva: Mértékegységek a versben. Erdélyi Terasz, 2006. június 9.
- Papp Attila Zsolt: Túl a formatornán, hosszútávfutásban. Krónika, 2006. szeptember 29.
- Németh Zoltán: PENGE. Karácsonyi Zsolt: A nagy Kilometrik. Magvető, Budapest, 2006. Új Szó, 2007. június 2.
- Bedecs László: Mérföldkõ. Irodalmi Jelen, 2007 február.
- Koncz Tamás: „Értelem, ahhoz hasonló” Portré Karácsonyi Zsoltról. In: Pályatükrök. Húsz portré fiatal alkotókról. Magyar Írószövetség Arany János Alapítványa – Kortárs Kiadó, Budapest, 2009.
- Kovács Flóra: A tér problematikája Karácsonyi Zsolt A nagy Kilometrik című kötetében. Újnautilus. 2010. április.
- Elek Tibor: Lírai kötelékben és magánutakon Erdélyben. Bárka, Budapest, 2010.,
- Demény Péter: Ex libris. Karácsonyi Zsolt: Igazi nyár. Élet és Irodalom, Budapest, 2010, 51-52.
- Borsodi L. László: Melyik az igazi nyár? (Karácsonyi Zsolt: Igazi nyár). Kortárs, Budapest, 2011/2.
- Pál Katalin: Az Igazi nyár kívülről-belülről (Karácsonyi Zsolt: Igazi nyár). Tiszatáj, Szeged, 2011/4.
- Petres László: A szusszanásnyi verslábtól a napéjegyenlőségig. Helikon, 2011/5.
- Dobás Kata: Karácsonyi Zsolt / Ússz, Faust, ússz! Kortárs, Budapest, 2011/2.
- Demény Péter: Ex libris. Karácsonyi Zsolt: Ússz, Faust, ússz!. Élet és irodalom, Budapest, 2011, 32.
- Borbély András: A poetozófiai diskurzus. philolibri.ujnautilus.info
- Balázs Imre József: Régi történet. Helikon, 2011/17.
- Horváth Előd Benjámin: Időnk előtt vagy után. prae.hu